# Ambrosio Aldunate Carvajal
Ambrosio Martínez de Aldunate y Carvajal Vargas (Santiago, 22 de agosto de 1794 - Lima, 17 de marzo de 1844) fue un político conservador y diputado chileno. 

## Vida
Fue hijo de Francisco Martínez de Aldunate y Barahona y la señora Francisca Mauricia de Carvajal Vargas y González de Estrada. Sus padrinos de bautismo fueron Ambrosio O'Higgins, barón de Vallenary, gobernador y capitán del Reino de Chile y después Virrey del Perú; y María Josefa Brianda Manso de Velasco y Santa Cruz. Estudió en el Convictorio Carolino de Santiago y derecho en la Universidad de San Marcos en Lima.  

### Matrimonios e hijos
Se casó el 22 de enero de 1823 en Perú con Carmen Palacios Urrutia y Mendiburu, chilena, familia de Concepción, descendiente de vascos de San Sebastián, España y Frías, España. Tuvo cuatro hijos Aldunate Palacios. Casó después con Rosa Carrera Fontecilla, hija de José Miguel Carrera y Verdugo. Tuvo cuatro hijos Aldunate Carrera, medios hermanos con los anteriores y mucho menores. Entre sus hijos se destacan: Ambrosio, José Vicente, Emilia, Manuel, Carmen, Pedro, Rosa, Víctor, José Patricio y los diputados Agustín Aldunate Palacios, Federico Aldunate Palacios y Luis Aldunate Carrera. 

## Vida publica
De destacada participación en el proceso independentista de Chile, firmó el reglamento constitucional provisorio del 26 de octubre de 1812 y fue constituyente en 1833 cuando era diputado a la Asamblea Provincial de Santiago desde 1831, de la que fue vicepresidente y presidente; constituyente en 1833: diputado por Talca en 1834-37 y por Santiago para el periodo 1843-46.  
Fue miembro la Asamblea provincial de Santiago (1831). Vicepresidente de la Asamblea en marzo de 1831 y presidente de la misma en mayo. Como integrante de la Gran Convención, fue firmante de la Constitución de 1833. Fue elegido diputado por Talca (1834-1837). Integró la Comisión de Guerra y Marina. Reelegido para el periodo de 1843-1846. Militaba en el peluconismo y conservantismo. Falleció en Lima el 17 de marzo de 1844.